# Leo Gans
Leo Gans, ou plus précisément Leo Ludwig Gans-Landau (4 août 1843 Francfort-sur-le-Main – 4 septembre 1935, id) est un chimiste et industriel allemand. Pour son action en tant que mécène et promoteur de la science et de la culture, il a été nommé sénateur honoraire et, en 1928, a reçu la citoyenneté d'honneur de sa ville natale.

## Biographie

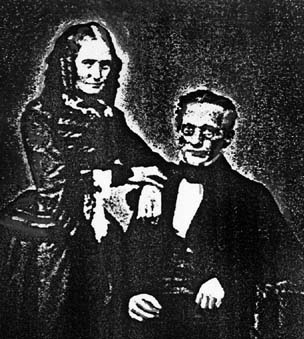
Ludwig Aaron et Rosette Gans, parents de Leo Gans.

Leo Gans est issu d'une des plus anciennes familles juives allemandes à nom de famille fixe, qui est mentionné dès 1350. Son père Ludwig Aaron Gans (1794-1871) , fils de Philipp Ahron Gans et Fanny Hanau, descendant d'une famille de commerçants juifs installée à Celle depuis plus de 150 ans, avant d'être obligé de se réinstaller à Francfort en 1814 à la suite du refus de la municipalisé d'accorder un permis de commerce aux jeune commerçants juifs. Leo est le dernier né des six enfants de Ludwig Aaron Gans et de sa femme Rosette Goldschmidt (1805-1868) : Henriette Heidelbach, Marianne Löwengard, Friedrich Ludwig von Gans, Pauline Weinberg et Adolf Gans. Son père est l'un des principaux associés, puis à partir de 1847, le seul propriétaire de la société Leopold Cassella & Co. fondée par son grand-oncle Leopold Cassella, à l'origine un commerce d'épices devenu un grossiste en colorants. L'entreprise sera prise en charge par le fils aîné, Friedrich (« Fritz »), à leur mort de leur père en 1871.
Il est initié à la chimie par Rudolf Christian Böttger, professeur au Physikalischer Verein (de) depuis 1835, qu'il étudiera par la suite à Karlsruhe, Heidelberg, Munich et Marbourg. Il comptera parmi ses professeurs Emil Erlenmeyer, Robert Bunsen et Hermann von Helmholtz.

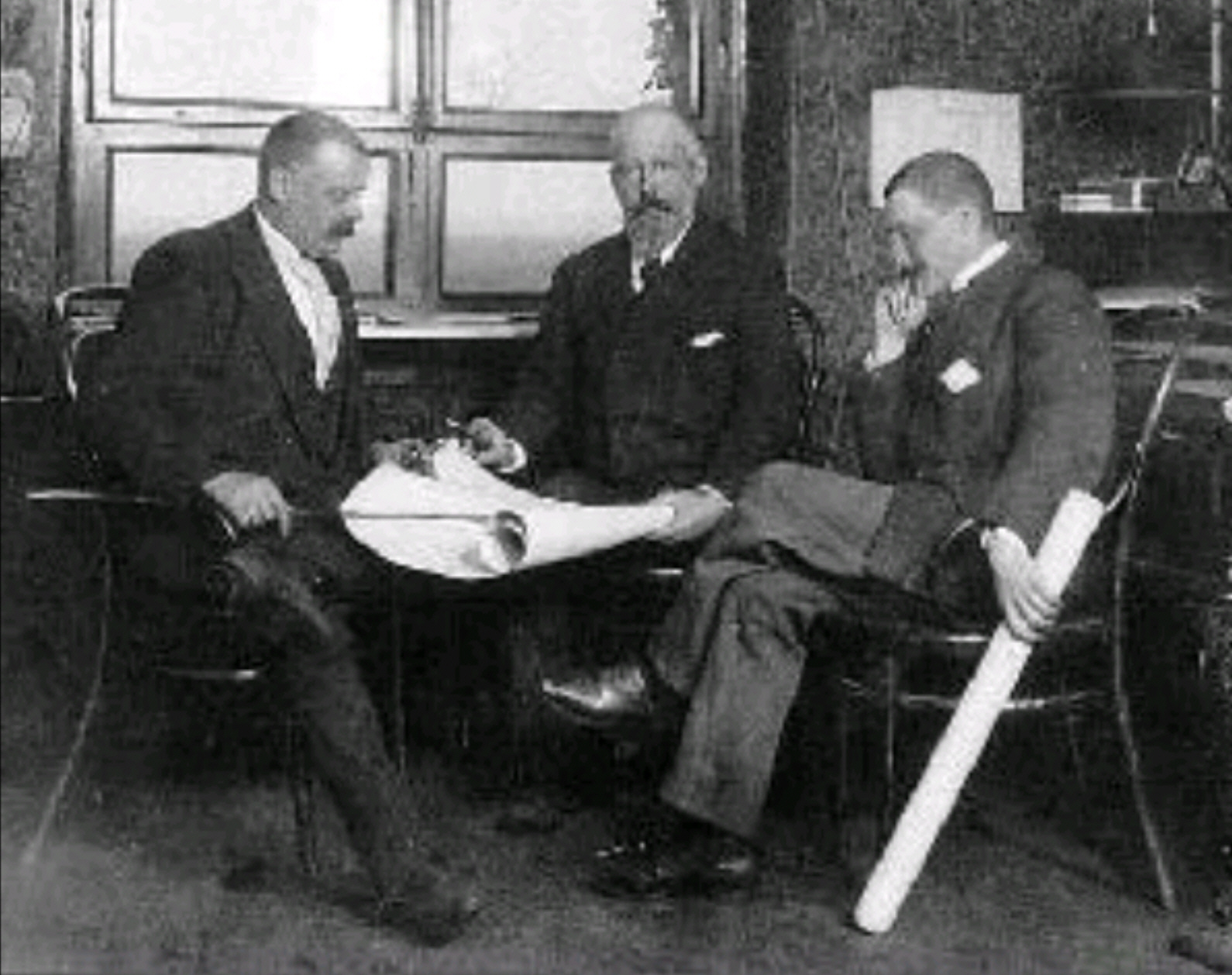
Leo Gans, entouré de Meinhard Hoffmann, directeur technique de la société, et d'Arthur von Weinberg, en 1895.

Après un séjour à Paris où il rencontre August Wilhelm von Hofmann, le père de la chimie des « colorants d'aniline », il fonde avec le chimiste August Leonhardt et son beau-frère Bernhard Weinberg un laboratoire de colorants à Francfort en 1868. En 1870, il construit une nouvelle usine pour la production de fuchsine et d'autres colorants à Fechenheim, à l'époque un petit village sur le Main entre Francfort et Hanau. La nouvelle société a d'abord opéré sous le nom de Frankfurter Anilinfarbenfabrik von Gans und Leonhardt (« fabrique francfortoise de colorants d'aniline de Gans et Leonhardt »), puis sous celui de Frankfurter Anilinfarbenfabrik Gans & Co après le départ de Leonhardt en 1879. Avec l'aide de son frère, Fritz, qui y investit cinq millions de marks en 1879, puis à partir de 1882 celle de ses neveux Arthur et Carl Weinberg, il développe la société pour en faire une entreprise leader dans le domaine des colorants textiles grâce à des recherches intensives. La société est finalement fusionnée en 1894 avec la Leopold Cassella & Co, et, au tournant de 1900, elle est devenue le plus grand fabricant de colorants synthétiques au monde. En 1904, la Farbwerke Hoechst AG, vorm. Meister Lucius & Brüning (aujourd'hui Hoechst) prend des participations dans l'entreprise. Leopold Cassella & Co est finalement absorbée dans la grande I.G. Farbenindustrie AG fondée en 1925, Gans siégeant à son conseil de surveillance de 1926 ä 1932. Du fait de ses origines juives, il est obligé d'abandonner toutes ses responsabilités et postes honorifiques en 1933 à cause des lois relatives à l'aryanisation.

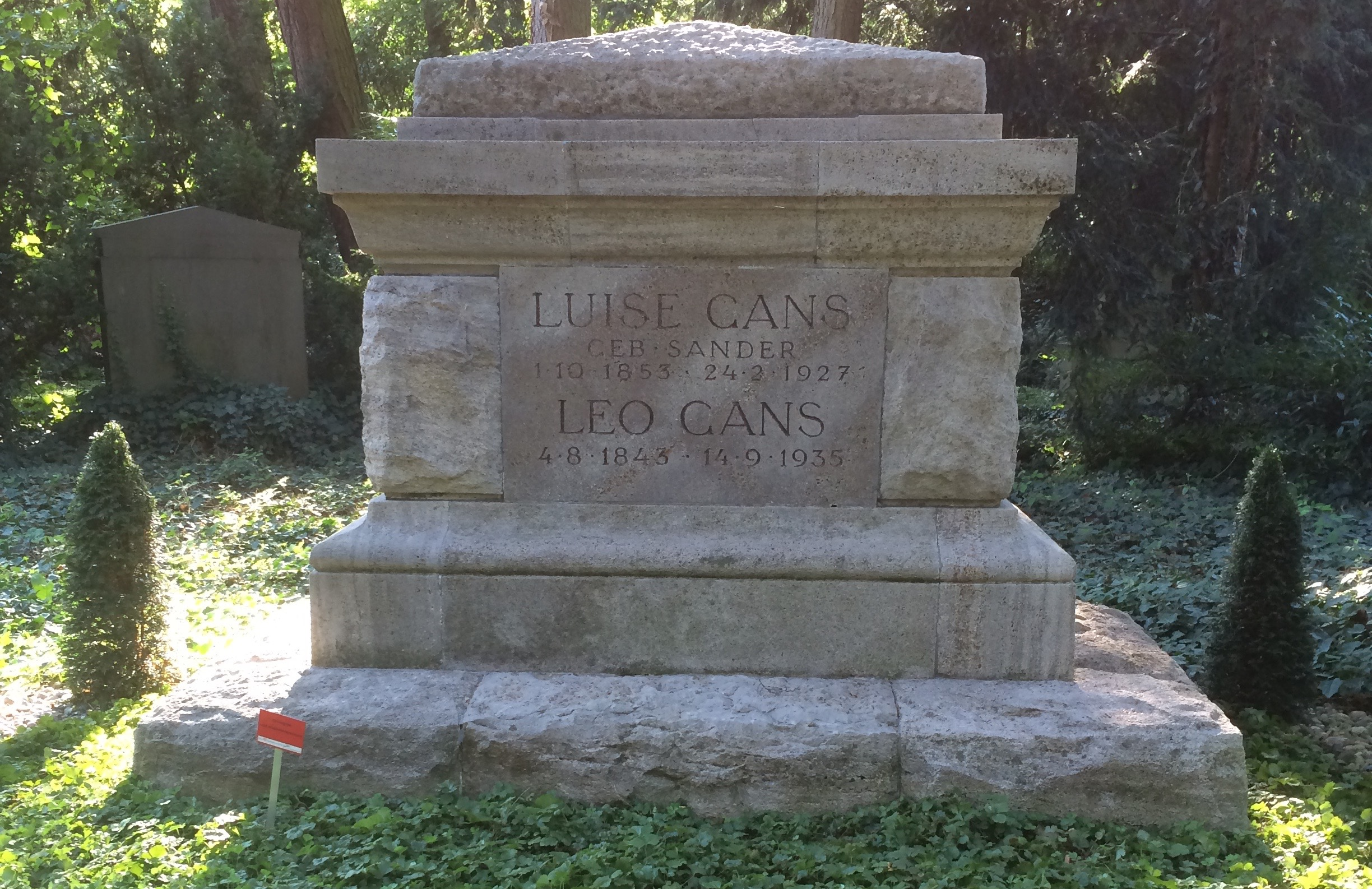
Tombe de Leo Gans et de sa femme.

Il meurt le 14 septembre 1935 à Francfort, et est enterré au cimetière principal de Francfort. Une rue de Fechenheim porte son nom.

## Vie personnelle

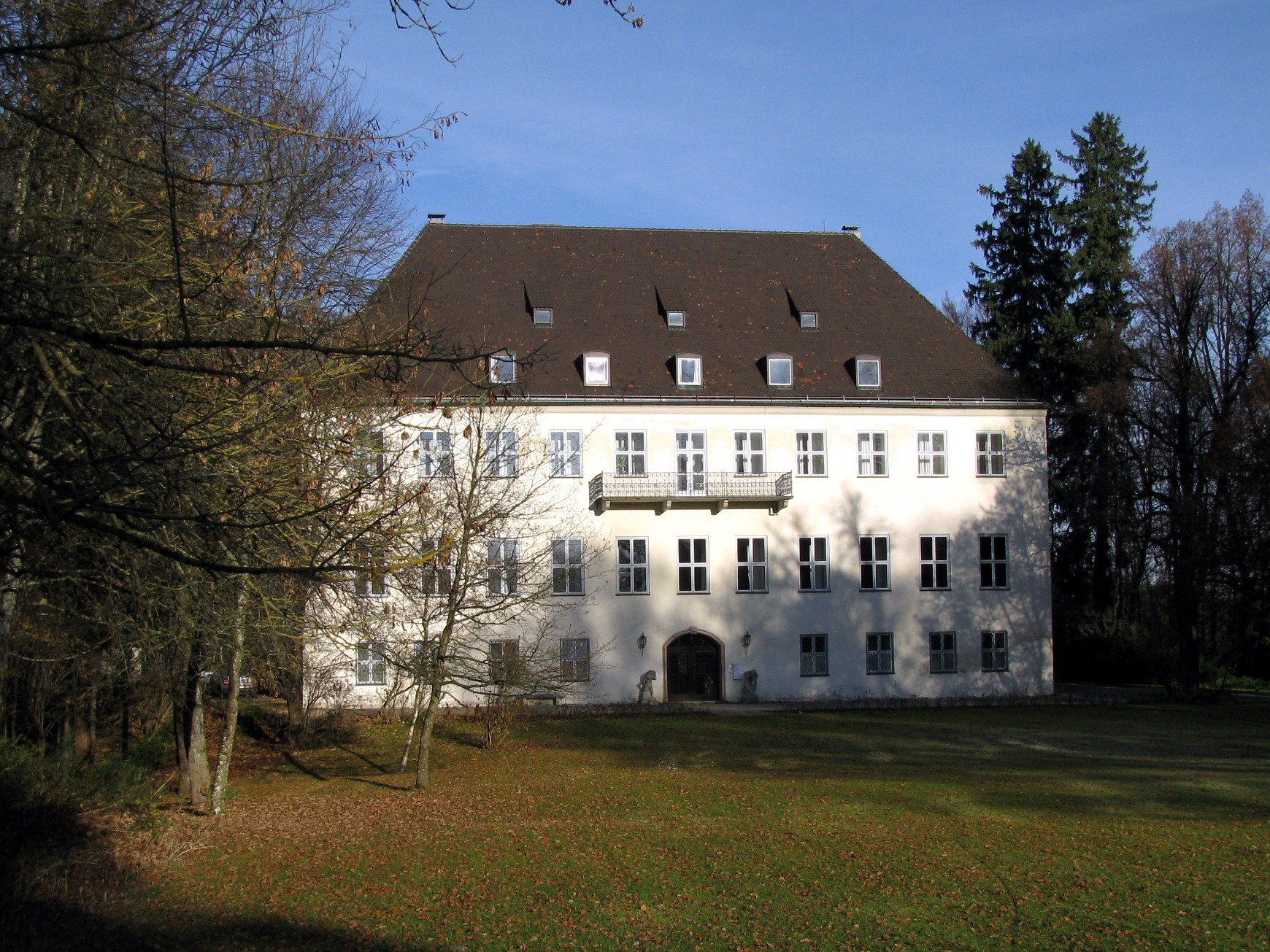
Le à Miesbach (Bavière), acheté par Leo Gans en 1917.

Le 15 mars 1876, il épouse Luise Sander (1854-1927) avec laquelle il a trois enfants. Leur fille unique Hedwig (1877-1947) épousera Kartz von Kameke-Streckenthin (1877-1942) et s'installera dans sa propriété en Poméranie. Son premier fils Robert est né en 1879 et est mort la même année. Leur deuxième fils Richard (1880-1943) a d'abord étudié la chimie, puis est devenu avocat. Il n'y a pas eu de succession entrepreneuriale dans cette branche de la famille. 
Il possède une résidence à Francfort, 14 Barckhaustraße, qu'il a fait construire par son neveu, l'architecte Alfred Löwengard (de). En 1917, il achète le domaine et le château de Wallenburg (de) situé à Miesbach, en Bavière, qui appartient encore aujourd'hui à ses descendants. Leo Gans s'est converti au protestantisme au début du siècle.

## Mécénat
Ses activités industrielles fructueuses lui ont permis de constituer une fortune considérable, qu'il a utilisée comme mécène à de nombreuses fins scientifiques et sociales dans sa ville natale. Gans a notamment été président du musée Städel, de la Physikalischer Verein (de) et de la Frankfurter Verein für Luftfahrt (de) (« Association de l'aviation de Francfort ») qui a organisé la première exposition internationale de dirigeables en 1909 (de). En 1913, l'astéroïde n° 728 a été baptisé (728) Leonisis, d'après Leo Gans et la déesse égyptienne Isis, le symbole de la Physikalischer Verein. 
Dans l'espace public de Francfort se trouvent deux statues en bronze sculpteur belge Constantin Meunier offertes par Leo Gans. Il s'agit du personnage Der Sämann (Le Semeur) de 1890, qui est depuis 1915 dans le Günthersburgpark (de), et Der Hafenarbeiter (Le Travailleur du port), sur le Friedensbrücke (de) de Francfort.

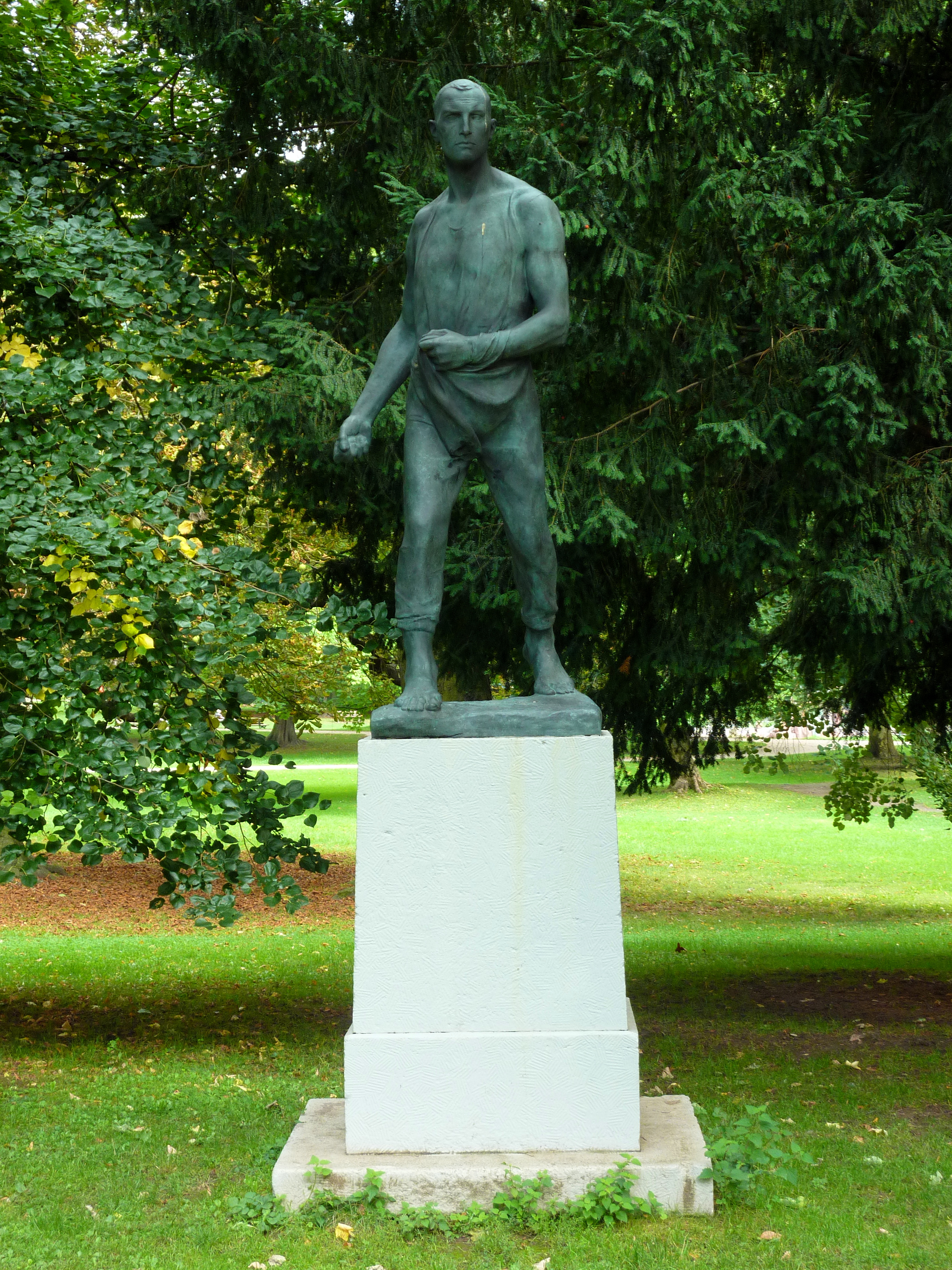
Der Saemann, sculpture en bronze de 1890 par Constantin Meunier.
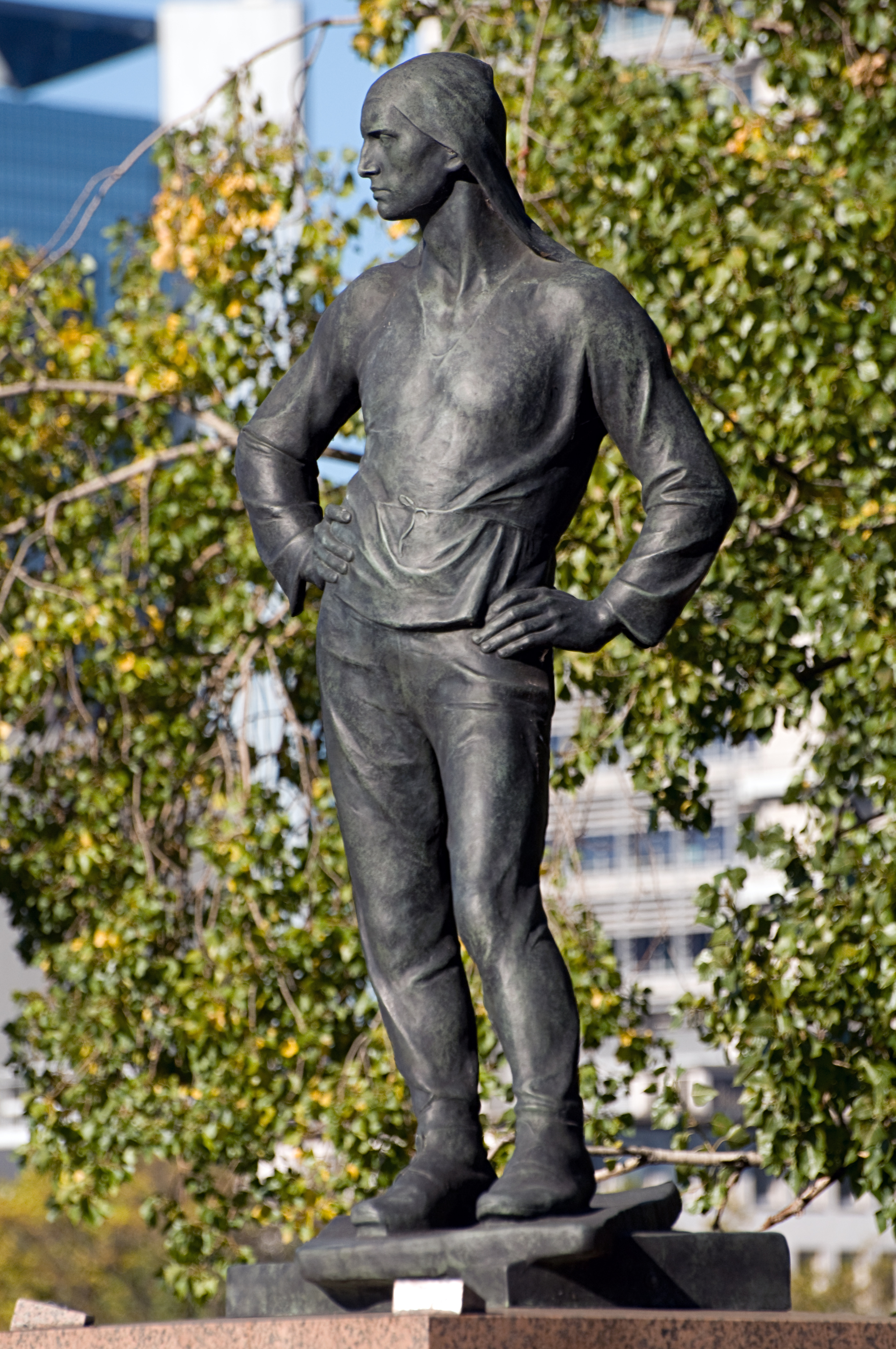
Der Hafenarbeiter, sculpture en bronze de 1890 par Constantin Meunier.

En 1914, il est l'un des fondateurs de l'Université de Francfort qui le nomme docteur honoris causa en 1923. En 1928, il est devenu le premier natif de Francfort à être nommé citoyen d'honneur de la ville de Francfort-sur-le-Main. En 1932, il a soutenu la préservation de la Maison de Goethe grâce à un don généreux à l'Évêché libre allemand (de).